# South Buffalo
South Buffalo  è una township degli Stati Uniti d'America, nella contea di Armstrong nello Stato della Pennsylvania. Secondo il censimento del 2000 la popolazione è di 2.785 abitanti.

## Società

### Evoluzione demografica
La composizione etnica vede una prevalenza della razza bianca (99,21%), seguita quella afroamericana (0,14%), dati del 2000.
| township di Kiskiminetas Popolazione |       |
| 2000                                 | 2.785 |
| Stima al 2009                        | 2.759 |